# ريزدنت إيفل ريكويام
ريزدنت إيفل ريكويام (بالإنجليزية: Resident Evil Requiem)، وتعني الشر المقيم: الرثاء، وفي النسخة اليابانية (باليابانية: バイオハザード レクイエム)، أي الخطر البيولوجي: الرثاء، هي لعبة رعب بقاء قادمة، من تطوير ونشر كابكوم. اللعبة هي الجزء الرئيسي الحادي عشر من سلسلة ألعاب ريزدنت إيفل بعد الجزء السابق ريزدنت إيفل فيلدج، ستصدر بتاريخ 27 فبراير 2026 على أجهزة بلاي ستيشن 5 ومايكروسوفت ويندوز وإكس بوكس سيريس إكس/إس، وستدعم اللعبة اللغة العربية في كل مناطق العالم، تم الكشف عن اللعبة في مهرجان اللعبة الصيفي في 2025.

## شخصيات
سيتناول هذا الجزء القادم، قصة غريس أشكروفت وهي عميلة مكتب التحقيقات الفيدرالي ، التي يتم إرسالها للتحقيق في الوفيات الغامضة في الفندق الذي توفيت فيه والدتها، التي كانت إحدى أبطال لعبة رزدنت إيفل أوت بريك قبل 8 سنوات.

## تطوير
كجزء من استراتيجية طويلة المدى لشركة كابكوم، تم تطوير هذا الجزء بالتوازي مع العديد من عناوين ريزدنت إيفل الأخرى، مع الهدف العام المتمثل في إصدار كل عام خلال 2.5 سنة، مع هدف أكثر طموحًا يتمثل في إصدار سنوي حيثما أمكن.كان من المقرر في البداية إصدار اللعبة في أواخر العام المالي 2023، وتم التلميح إليها في إعلان "ريزدنت إيفل فيلدج"، ولكن تم تأجيلها إلى العام المالي 2024. في عام 2022، لم يتفق المطورون بعد على ما إذا كانت العناوين المستقبلية ستكون من منظور الشخص الأول أو الثالث.في الأول من يوليو عام 2024، كشف عرض كابكوم شوكايس أن الجزء الرئيسي التالي من سلسلة الشر المقيم كان قيد التطوير، بقيادة المخرج كوشي ناكانيشي. يتبع عنوانه قاعدة التسمية التي بدأت مع ريزدنت إيفل 7: بايوهازرد في إعطاء الأولوية للأسماء على الأرقام، نظرًا لمخاوف التسويق من أن تزايد الأعداد الكبيرة قد يُثني اللاعبين الجدد عن شرائها.في يوم الجمعة 6 يونيو، 2025 أي 10 ذو الحجة 1446 المصادف ليوم عيد الإضحى، تم الإعلان عن اللعبة في معرض سامر غيم فيست، وستصدر في 26 فبراير من عام 2026. كما تم عرض لقطات المقطع الدعائي للإعلان أيضًا بقايا مدينة راكون من ثلاثية إعادة الإنتاج 2017-2024، والتي تصور تدمير المدينة بعد أحداث الإصدار الأصلي عام 1999، ريزدنت إيفل 3: نمسيس.